# Desmodium pendulaeflorum
Desmodium pendulaeflorum là một loài cây cảnh thuộc họ Đậu.